# Quercetin-3-O-sulfat
Quercetin-3-O-sulfat ist ein Schwefelsäureester des Quercetins.

## Vorkommen und Biosynthese

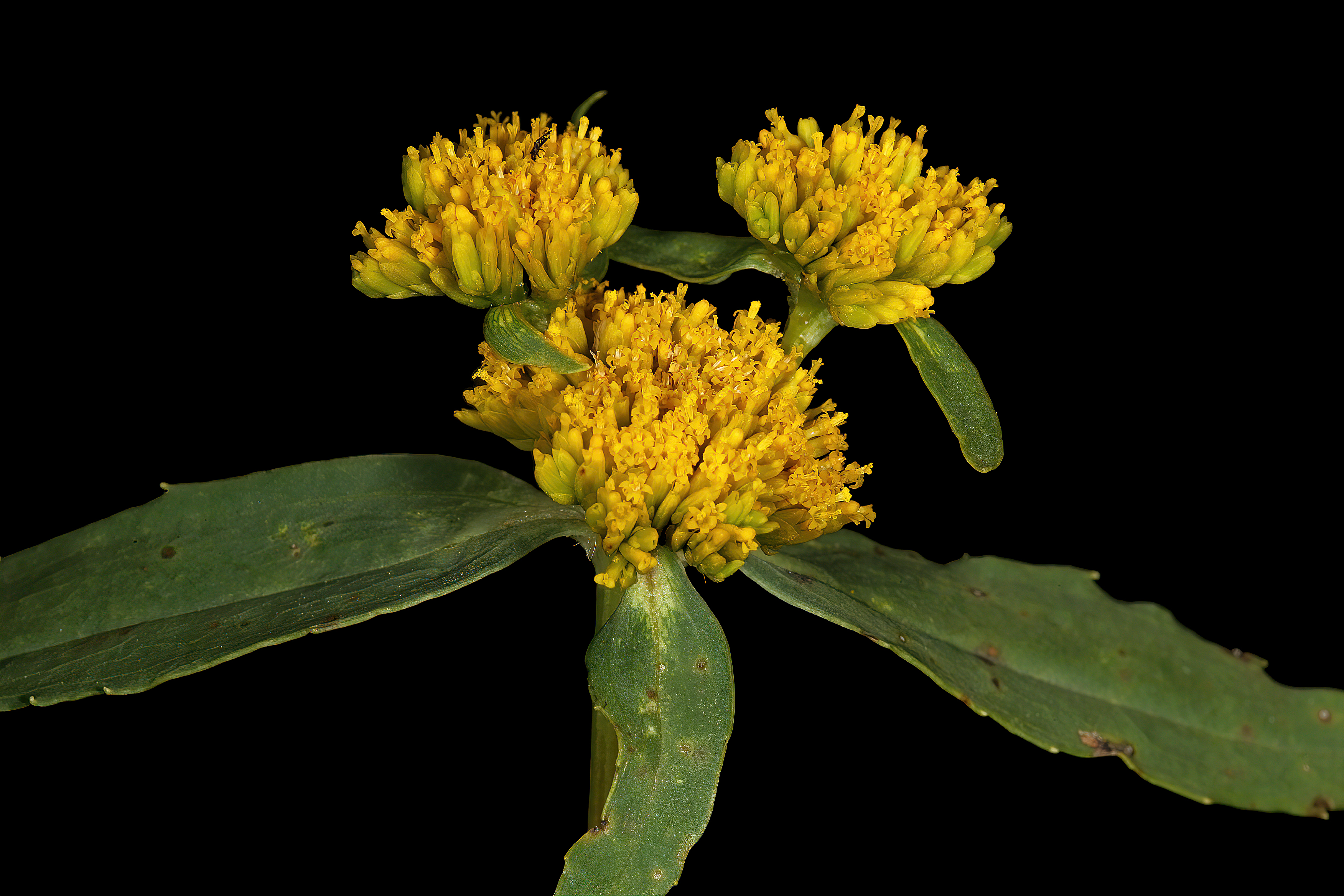
Flaveria bidentatis

In Pflanzen der Gattung Flaveria wie Flaveria bidentatis und Flaveria chloraefolia kommen verschiedene Sulfate von Isorhamnetin und Quercetin vor, darunter auch Quercetin-3-O-sulfat. Quercetin-3-O-sulfat ist vermutlich der Ausgangspunkt für die Biosynthese anderer Sulfate. Flaveria chloraefolia enthält ein Enzym, eine Sulfotransferase, das verschiedene Flavonoide inklusive Quercetin selektiv in die jeweiligen 3-O-Sulfate überführt. Zwei weitere selektive Enzyme setzen Flavonoid-3-O-sulfate, inklusive Quercetin-3-O-sulfat zu den jeweiligen 3,3′- und 3,4′-Disulfaten um.

## Herstellung
Durch Umsetzung von Quercetin mit einem zehnfachen Überschuss Schwefeltrioxid-Triethylamin wird ein Gemisch von Sulfaten des Quercetins erhalten, das durch HPLC getrennt werden kann. Dabei wird auch eine geringe Menge Quercetin-3-O-sulfat von gut einem Prozent erhalten.